# Elena Julve
Elena Julve Pérez (Santa Coloma de Gramanet, Barcelona, Cataluña, España; 8 de diciembre de 2000) es una futbolista española. Juega como delantera y se encuentra actualmente en el Fútbol Club Levante Las Planas, equipo de la Primera División Femenina de España.

## Clubes
| Club               | País   | Año       |
| ------------------ | ------ | --------- |
| Arrabal Calaf C.F. | España | 2013-14   |
| C.E. Sant Gabriel  | España | 2014-17   |
| R. C. D. Espanyol  | España | 2017-2021 |
| Levante Las Planas | España | 2021-     |